# César-díj a legjobb filmzenének
A legjobb filmzenének járó César-díjat (franciául César de la meilleure musique originale – César a legjobb eredeti filmzenének) a francia Filmművészeti és Filmtechnikai Akadémia 1976-ban hozta létre eredeti filmzenék szerzőinek elismerésére. Átadása a „Césarok éjszakája” elnevezésű gálaünnepségen történik minden év február végén, március elején a forgatókönyvírók részére.
A megmérettetésben mindazon filmek zeneműve vagy több zenéből álló kompozíciója vehet részt, szöveggel vagy szöveg nélkül, amelyeket az első körben jelöltek a legjobb film kategóriában. Időtartama a kép alá kevert összes zenének legalább 50%-át kell kitennie, s a teljes film időtartamának 10%-át meghaladnia. Szerzője egy, legfeljebb két fő lehet, vagy a film gyártásának megkezdése előtt külön erre a célra létrehozott együttes.

## Statisztika
Többszörösen díjazottak: 
- 3 alkalommal: Bruno Coulais (1997, 2000, 2005), Georges Delerue (1979, 1980, 1981), Alexandre Desplat (2006, 2011, 2013), Michel Portal (1983, 1985, 1988);
- 2 alkalommal: Vladimir Cosma (1982, 1984), Tony Gatlif (1999, 2001), Zbigniew Preisner (1995, 1996).

Többszörös jelöltek:
- 12 alkalommal: Alexandre Desplat;
- 10 alkalommal: Philippe Sarde;
- 8 alkalommal: Gabriel Yared;
- 7 alkalommal: Bruno Coulais, Vladimir Cosma, Georges Delerue
- 6 alkalommal: Éric Serra;
- 5 alkalommal: Antoine Duhamel, Serge Gainsbourg, Grégoire Hetzel, Francis Lai, Zbigniew Preisner
- 4 alkalommal: Armand Amar, Michel Portal, Jean-Claude Petit, Philippe Rombi
- 3 alkalommal: Alex Beaupain, Matthieu Chedid, Tony Gatlif, Michel Legrand, Ennio Morricone
- 2 alkalommal: Carlos d’Alessio, Angelo Badalamenti, René-Marc Bini, Claude Bolling, Michel Colombier, Patrick Doyle, Warren Ellis, Bruno Fontaine, Christophe Julien, Ibrahim Maalouf, Nicola Piovani, Rone, Guillaume Roussel, Anton Sanko, Jordi Savall, Stephen Warbeck

Egy alkalommal fordult elő, hogy legjobb zenéért César-díjat nyert film Hollywoodban is nyerni tudott ebben a kategóriában: az Oscar-díjat Ludovic Bource vehette át The Artist – A némafilmes zenéjéért.

## Díjazottak és jelöltek
A díjazottak vastagítással vannak kiemelve. Az évszám a díjosztó gála évét jelzi, amikor az előző évben forgalmazásra került film elismerésben részesült.

### 1970-es évek
| Év   | Díjazottak és jelöltek |
| ---- | --- |
| 1976 | - François de Roubaix – A bosszú (Le vieux fusil) - Carlos d'Alessio – India Song - Fülöp orléans-i herceg és Antoine Duhamel – Kezdődjék hát az ünnep! (Que la fête commence) - Paul de Senneville és Olivier Toussaint – Un linceul n'a pas de poches                      |
| 1977 | - Philippe Sarde – Barocco, valamint A bíró és a gyilkos (Le juge et l'assassin) - Georges Delerue – A svihák (Le grand escogriffe), valamint Police Python 357 - Serge Gainsbourg – Szeretlek, én se (Je t'aime moi non plus) - Mort Shuman – À nous les petites Anglaises! |
| 1978 | - Rózsa Miklós – Gondviselés (Providence) - Vladimir Cosma – Az állat (L'animal) - Francis Lai – Bilitis - Philippe Sarde – Le Crabe-Tambour |
| 1979 | - Georges Delerue – Elő a zsebkendőkkel! (Préparez vos mouchoirs) - Antoine Duhamel – Roland ének (La chanson de Roland) - Pierre Jansen – Violette Nozière - Philippe Sarde – Egyszerű eset (Une histoire simple)                                                           |

### 1980-as évek
| Év   | Díjazottak és jelöltek |
| ---- | --- |
| 1980 | - Georges Delerue – Menekülő szerelem (L'amour en fuite) - Vladimir Cosma – A szökés (La dérobade) - Ennio Morricone – I, mint Ikarusz (I... comme Icare) - Philippe Sarde – Egy tiszta nő (Tess)                                                                           |
| 1981 | - Georges Delerue – Az utolsó metró (Le dernier métro) - Antoine Duhamel – Halál egyenes adásban (La mort en direct) - Serge Gainsbourg – Szeretlek benneteket (Je vous aime) - Michel Legrand – Atlantic City                                                              |
| 1982 | - Vladimir Cosma – Díva (Diva) - Michel Legrand és Francis Lai – Egyesek és mások (Les Uns et les Autres) - Philippe Sarde – A tűz háborúja (La guerre du feu) - Ennio Morricone – A profi (Le professionnel)                                                               |
| 1983 | - Michel Portal – Martin Guerre visszatér (Le retour de Martin Guerre) - Michel Colombier – Une chambre en ville - Vladimir Cosma és Francis Lai – Házibuli 2. – A házibuli folytatódik (La boum 2) - Georges Delerue – A Sant-Souci-i járókelő (La passante du Sans-Souci) |
| 1984 | - Vladimir Cosma – A bál (Le bal) - Charlélie Couture – Viszlát, Pantin! (Tchao Pantin) - Georges Delerue – Gyilkos nyár (L'été meurtrier) - Serge Gainsbourg – Équateur |
| 1985 | - Michel Portal – Les cavaliers de l'orage - Hans Werner Henze – Halálos szerelem (L'amour à mor) - Bernard Lavilliers – Rue barbare - Michel Legrand – Az élet megy tovább (Paroles et musique)                                                                            |
| 1986 | - Astor Piazzolla – Argentin tangó (Tangos, l'exil de Gardel) - Claude Bolling – On ne meurt que deux fois - Michel Portal – Júdás-hadművelet (Bras de fer) - Éric Serra – Metró (Subway)                                                                                   |
| 1987 | - Herbie Hancock – Jazz Párizsban ('Round Midnight) - Serge Gainsbourg – Estélyi ruha (Tenue de soirée) - Jean-Claude Petit – A Paradicsom… (Jean de Florette) - Gabriel Yared – Betty Blue (37°2 le matin)                                                                 |
| 1988 | - Michel Portal – Champ d'honneur - Philippe Sarde – Les innocents - Gabriel Yared – Zavarodott felügyelő (Agent trouble) |
| 1989 | - Éric Serra – A nagy kékség (Le grand bleu) - Francis Lai – Egy elkényeztetett gyermek utazásai (Itinéraire d'un enfant gâté) - Gabriel Yared – Camille Claudel |

### 1990-es évek
| Év   | Díjazottak és jelöltek |
| ---- | --- |
| 1990 | - Oswald D'Andrea – Az élet és semmi más (La vie et rien d'autre) - Michael Nyman – Monsieur Hire - Gérard Torikian – Kegyetlen világ (Un monde sans pitié) |
| 1991 | - Jean-Claude Petit – Cyrano de Bergerac - Vladimir Cosma – Apám dicsősége (La gloire de mon père) - Vladimir Cosma – Anyám kastélya (Le château de ma mère) - Éric Serra – Nikita                                                                                        |
| 1992 | - Jordi Savall – Minden áldott reggel (Tous les matins du monde) - Carlos D'Alessio – Delicatessen - Jean-Claude Petit – Mayrig - Zbigniew Preisner – Veronika kettős élete (La double vie de Véronique)                                                                  |
| 1993 | - Gabriel Yared – A szerető (L'amant) - René-Marc Bini – Vad éjszakák (Les nuits fauves) - Georges Delerue – Diên Biên Phu - Patrick Doyle – Indokína (Indochine) |
| 1994 | - Cheb Khaled – Ipi-apacs egy, kettő, három… (Un, deux, trois, soleil) - Éric Lévi – Jöttünk, láttunk, visszamennénk (Les visiteurs) - Zbigniew Preisner – Három szín: kék (Trois couleurs: Bleu) - Jean-Louis Roques – Germinal                                          |
| 1995 | - Zbigniew Preisner – Három szín: piros (Trois couleurs : Rouge) - Goran Bregović – Margó királyné (La Reine Margot) - Philippe Sarde – D'Artagnan lánya (La fille de d'Artagnan) - Éric Serra – Léon, a profi (Léon)                                                     |
| 1996 | - Zbigniew Preisner, Michel Colombier és Serge Gainsbourg – Élisa - Angelo Badalamenti – Elveszett gyerekek városa (La cité des enfants perdus) - Jean-Claude Petit – Huszár a tetőn (Le hussard sur le toit) - Philippe Sarde – Nelly és Arnaud úr (Nelly et Mr. Arnaud) |
| 1997 | - Bruno Coulais – Mikrokozmosz - Füvek népe (Microcosmos : Le peuple de l'herbe) - René-Marc Bini – Les caprices d'un fleuve - Alexandre Desplat – Csinálj magadból hőst (Un héros très discret) - Antoine Duhamel – Rizsporos intrikák (Ridicule)                        |
| 1998 | - Bernardo Sandoval – Western - Bruno Fontaine – Megint a régi nóta (On connaît la chanson) - Jordi Savall – Marquise - Philippe Sarde – A púpos (Le bossu) - Éric Serra – Az ötödik elem (Le cinquième élément)                                                          |
| 1999 | - Tony Gatlif – Gadjo dilo - A bolond idegen (Gadjo Dilo) - IAM – Taxi - Francis Lai, Claude Bolling – Hasards ou coïncidences - Philippe Miller – Jeanne és a tökéletes férfi (Jeanne et le garçon formidable)                                                           |

### 2000-es évek
| Év   | Díjazottak és jelöltek |
| ---- | --- |
| 2000 | - Bruno Coulais – Himalája - Az élet sója (Himalaya, lenfance dun chef) - Pierre Bachelet – A lápvidék gyermekei (Les enfants du marais) - Patrick Doyle – Kelet-Nyugat (Est-Ouest) - Éric Serra – Jeanne d’Arc – Az orléans-i szűz (Jeanne d’Arc)                                                                                                 |
| 2001 | - Tomatito, Cheikh Ahmad al-Tûni, La Caita, Tony Gatlif – Vengo - John Cale – Saint-Cyr - Bruno Coulais – Bíbor folyók (Les rivières pourpres) - David Sinclair Whitaker – Harry csak jót akar (Harry, un ami qui vous veut du bien) |
| 2002 | - Yann Tiersen – Amélie csodálatos élete (Le fabuleux destin d'Amélie Poulain) - Bruno Coulais – Vándormadarak (Le peuple migrateur) - Alexandre Desplat – A számat figyeld (Sur mes lèvres) - Joseph LoDuca – Farkasok szövetsége (Le pacte des loups)                                                                                            |
| 2003 | - Wojciech Kilar – A zongorista (Le pianiste) - Armand Amar – Ámen (Amen) - Antoine Duhamel – De Gaulle katonái (Laissez-passer) - Krishna Levy – 8 nő (8 femmes) |
| 2004 | - Benoît Charest – Belleville randevú (Les triplettes de Belleville) - Stephan Eicher – Monsieur N. - Bruno Fontaine – Nem kell a csók (Pas sur la bouche) - Gabriel Yared – Bon voyage |
| 2005 | - Bruno Coulais – Kóristák (Les choristes) - Angelo Badalamenti – Hosszú jegyesség (Un long dimanche de fiançailles) - Tony Gatlif et Delphine Mantoulet – Száműzetés (Exils) - Nicola Piovani – L'équipier |
| 2006 | - Alexandre Desplat – Halálos szívdobbanás (De battre mon cœur s’est arrêté) - Armand Amar – Élj és boldogulj! (Va, vis et deviens) - Philippe Rombi – A gyermek (L’enfant) - Émilie Simon – Pingvinek vándorlása (La marche de l’empereur) |
| 2007 | - Matthieu Chedid – Senkinek egy szót se! (Ne le dis à personne) - Armand Amar– A dicsőség arcai (Indigènes) - Jérôme Lemonnier– A bosszú kottája (La tourneuse de pages) - Mark Snow – Szívek (Cœurs) - Gabriel Yared – Azur et Asmar |
| 2008 | - Alex Beaupain – Szerelmesdalok (Les chansons d'amour) - Olivier Bernet – Persepolis (Persépolis) - Alexandre Desplat – Közeli ellenségek (L'ennemi intime) - Zbigniew Preisner – Un secret - Archie Shepp – Faut que ça danse ! |
| 2009 | - Michael Galasso – Séraphine - Jean-Louis Aubert – Oly sokáig szerettelek (Il y a longtemps que je t'aime) - Marco Beltrami és Marcus Trumpp – Halálos közellenség – Public Enemy (Mesrine: L'instinct de mort) - Sinclair – Hátralévő életed első napja (Le premier jour du reste de ta vie) - Reinhardt Wagner – Külvárosi mulató (Faubourg 36) |

### 2010-es évek
| Év   | Díjazottak és jelöltek |
| ---- | --- |
| 2010 | - Armand Amar – A koncert (Le concert) - Alex Beaupain – Non ma fille, tu n’iras pas danser - Alexandre Desplat – A próféta (Un prophète) - Cliff Martinez – A l'origine - Nicola Piovani – Isten hozott! (Welcome) |
| 2011 | - Alexandre Desplat – Szellemíró (The Ghost Writer) - Bruno Coulais – Óceánok (Océans) - Grégoire Hetzel – A fa (L'arbre) - Delphine Montoulet és Tony Gatlif – Szabadság (Korkoro) - Yarol Poupaud – Bus Palladium - Philippe Sarde – Montpensier hercegnője (La princesse de Montpensier)                                           |
| 2012 | - Ludovic Bource – The Artist – A némafilmes (The Artist) - Alex Beaupain – Szerelem nélkül soha (Les bien-aimés) - Bertrand Bonello – Bordélyház (L'Apollonide (Souvenirs de la maison close)) - Matthieu Chedid és Patrice Renson – A párizsi mumus (Un monstre à Paris) - Philippe Schœller – Államérdekből (L'exercice de l'État) |
| 2013 | - Alexandre Desplat – Rozsda és csont (De rouille et d'os) - Bruno Coulais – Búcsú a királynémtól (Les adieux à la reine) - Rob, Emmanuel d'Orlando – Populaire kisasszony (Populaire) - Philippe Rombi – A házban (Dans la maison) - Gaëtan Roussel és Joseph Dahan – Camille (Camille redouble)                                     |
| 2014 | - Martin Wheeler – Michael Kohlhaas - Jorge Arriagada – Molière két keréken (Alceste à bicyclette) - Étienne Charry – Tajtékos napok (L'écume des jours) - Alexandre Desplat – Vénusz bundában (La Vénus à la fourrure) - Loïk Dury, Christophe Minck – Casse-tête chinois                                                            |
| 2015 | - Amine Bouhafa – Timbuktu - Jean-Baptiste de Laubier – Csajkor (Bande de filles) - Béatrice Thiriet – Bird People - Lionel Flairs, Benoît Rault, Philippe Deshaies – A küzdők (Les combattants) - Ibrahim Maalouf – Yves Saint Laurent                                                                                               |
| 2016 | - Warren Ellis – Mustang - Raphaël – Cowboyok (Les cowboys) - Ennio Morricone – Májusi este (En mai, fais ce qu’il te plaît) - Stephen Warbeck – Az én szerelmem (Mon roi) - Grégoire Hetzel – Fiatal éveim (Trois souvenirs de ma jeunesse)                                                                                          |
| 2017 | - Ibrahim Maalouf – Dans les forêts de Sibérie - Gabriel Yared – Csokoládé (Chocolat) - Anne Dudley – Áldozat? (Elle) - Philippe Rombi – Frantz - Sophie Hunger – Életem Cukkiniként (Ma vie de Courgette) |
| 2018 | - Arnaud Rebotini – 120 dobbanás percenként (120 battements par minute) - Christophe Julien – Viszontlátásra odafönt (Au revoir là-haut) - Jim Williams – Nyers (Grave) - Myd – Petit paysan - Matthieu Chedid – Arcélek, útszélek (Visages, villages)                                                                                |
| 2019 | - Vincent Blanchard és Romain Greffe – Guy - Camille Bazbaz – Csak a baj van veled! (En liberté !) - Alexandre Desplat – Testvérlövészek (Les Frères Sisters) - Grégoire Hetzel – Un amour impossible - Pascal Sangla – Pupille - Anton Sanko – Amanda                                                                                |

### 2020-as évek
| Év   | Díjazottak és jelöltek |
| ---- | --- |
| 2020 | - Dan Levy – Keresem a testem (J'ai perdu mon corps) - Fatima Al Qadiri – Az Atlantiak (Atlantique) - Alexandre Desplat – Tiszt és kém – A Dreyfus-ügy (J’accuse) - Marco Casanova, Kim Chapiron – Nyomorultak (Les Misérables) - Grégoire Hetzel – Kisváros, éjjel (Roubaix, une lumière)                                  |
| 2021 | - Rone – Éjszakai utazás (La Nuit venue) - Christophe Julien – Elég a hülyékből (Adieu les cons) - Stephen Warbeck – ADN - Mateï Bratescot – Jó a szamár is (Antoinette dans les Cévennes) - Jean-Benoît Dunckel – ’85 nyara (Été 85)                                                                                       |
| 2022 | - Ron és Russell Mael – Annette - Guillaume Roussel – Marseille északi része (BAC Nord) - Philippe Rombi – Feketedoboz (Boîte noire) - Rone – Ahol a nap felkel Párizsban (Les Olympiades) - Warren Ellis, Nick Cave – La panthère des neiges                                                                               |
| 2023 | - Irène Drésel – À plein temps - Alexandre Desplat – Csapó! (Coupez !) - Grégoire Hetzel – Családban marad (L’innocent) - Olivier Marguerit – Akkor éjjel (La nuit du 12) - Marc Verdaguer, Joe Robinson – Pacifiction : Tourment sur les Îles - Anton Sanko – Éjszakai átutazók Les passagers de la nuit                   |
| 2024 | - Andrea Laszlo De Simone – Állati királyság (Le Règne animal) - Gabriel Yared – L'Amour et les Forêts - Delphine Malausséna – Chien de la casse - Vitalic – Disco Boy - Guillaume Roussel – A három testőr: D’Artagnan (Les Trois Mousquetaires : D'Artagnan) és A három testőr: Milady (Les Trois Mousquetaires : Milady) |
| 2025 | - Camille és Clément Ducol – Emilia Pérez - Jon Brion – Dübörgő szívek (L'Amour ouf) - Charlie és Linda Courvoisier – Boldogok a sajtkészítők (Vingt Dieux) - Alexandre Desplat – A legértékesebb áru (La Plus Précieuse des marchandises) - Jérôme Rebotier – Monte Cristo grófja (Le compte de Monte Cristo)              |